# 4300 Marg Edmondson
4300 Marg Edmondson è un asteroide della fascia principale. Scoperto nel 1955, presenta un'orbita caratterizzata da un semiasse maggiore pari a 2,3323194 UA e da un'eccentricità di 0,0978020, inclinata di 3,79324° rispetto all'eclittica.